# Across the Mountain Passes of New Zealand
Across the Mountain Passes of New Zealand è un cortometraggio muto del 1910 diretto da Franklyn Barrett.

## Produzione
Il film fu prodotto dalla Pathé Frères. Venne girato in Nuova Zelanda, diretto dal regista australiano Franklyn Barrett per la succursale australiana di Melbourne della Pathé.

## Distribuzione
Distribuito dalla Pathé Frères, il documentario - un cortometraggio di 110 metri - uscì nelle sale francesi nel dicembre 1910 con il titolo À travers les gorges de la Nouvelle Zélande. La Pathé lo importò anche negli Stati Uniti dove venne distribuito dalla General Film Company il 25 agosto 1911 in una versione di 65 metri. Nelle proiezioni USA, veniva programmato con il sistema dello split reel, accorpato in un'unica bobina con due altri cortometraggi della Pathé Frères, la commedia Les ruses de Nick Winter e il documentario Eastern Europe.